# Championnat de Hongrie masculin de handball
Le championnat de Hongrie masculin de handball est le championnat d'élite des clubs masculins de handball en Hongrie.
Cette compétition est actuellement connue sous le nom de Nemzeti Bajnokság I et a été créée en 1951.
Depuis 1992, le club Veszprém KSE domine nettement ce championnat avec un 28e titre remporté en 2024 (en). Le SC Pick Szeged est depuis plusieurs saisons son principal adversaire.

## Format
Le championnat est divisé en deux parties. D'abord, une saison régulière avec 26 journées sur un système aller-retour est organisée suivie d'une finale opposant en deux matchs les deux premiers du classement. En bas du classement, les deux dernières équipes sont reléguées et laissent leur place aux premiers de chaque groupe de Nemzeti Bajnokság I/B, la deuxième division.

## Clubs de l'édition 2020-2021
Les clubs du championnat 2020-2021 sont :
- Balatonfüredi KSE
- Budakalász FKC (en)
- Ceglédi KKSE
- Csurgói KK
- Dabas VSE KC
- SBS Eger-Eszterházy
- Ferencváros TC
- Gyöngyösi KK
- Komlói BSK
- Orosházi FKSE
- SC Pick Szeged
- Tatabánya KC
- Veszprém KKFT Felsőörs (en)
- Veszprém KSE

## Classement EHF
Le coefficient EHF de la Hongrie pour la saison 2018-2019 est :
| Rang    | Rang  | Rang    | Championnat | Coeff. | Places en coupes d'Europe | Places en coupes d'Europe | Places en coupes d'Europe | Places en coupes d'Europe |
| 2018/19 | Evol. | 2017/18 | Championnat | Coeff. | LDC                       | EHF                       | CC                        | Total                     |
| ------- | ----- | ------- | ----------- | ------ | ------------------------- | ------------------------- | ------------------------- | ------------------------- |
| 1       | —     | 1       | Allemagne   | 128,5  | 2                         | 3                         | 0                         | 5                         |
| 2       | +1    | 3       | Espagne     | 115    | 2                         | 3                         | 0                         | 5                         |
| 3       | -1    | 2       | Hongrie     | 106,83 | 1                         | 3                         | 0                         | 4                         |
| 4       | —     | 4       | France      | 105,83 | 1                         | 3                         | 0                         | 4                         |
| 5       | —     | 5       | Pologne     | 75,71  | 1                         | 3                         | 0                         | 4                         |
| 6       | —     | 6       | Danemark    | 63,33  | 1                         | 3                         | 0                         | 4                         |

L'évolution du classement au cours des saisons est le suivant :
| 18-19 | 17-18 | 16-17 | 15-16 | 14-15 | 13-14 | 12-13 | 11-12 | 10-11 | 09-10 | 08-09 | 07-08 | 06-07 | 05-06 | 04-05 | 03-04 |
| ----- | ----- | ----- | ----- | ----- | ----- | ----- | ----- | ----- | ----- | ----- | ----- | ----- | ----- | ----- | ----- |
| 3     | 2     | 3     | 4     | 6     | 7     | 5     | 3     | 4     | 4     | 6     | 5     | 5     | 4     | 3     | 3     |

## Palmarès
À partir de 1928, un championnat en handball à onze est mis en place par une filiale de la Fédération hongroise de football jusqu'à la création d'une entité indépendante exclusivement réservée au handball en 1933. Dans les années 1950, le handball à onze perd de plus en plus de sa popularité au détriment du handball à sept sur petit terrain et disparaît en 1959. Entre-temps, un championnat à sept est créé en 1951, les rencontres se tenant dans un premier temps en plein air à cause d'un manque de salles adéquates.
| Saison | Champion                  |
| ------ | ------------------------- |
| 1951   | Budapest Vörös Meteor     |
| 1952   | Budapest Honvéd           |
| 1953   | Ujpest Dózsa Budapest     |
| 1954   | Budapest Vörös Meteor     |
| 1955   | Budapest Vörös Meteor     |
| 1956   | non terminé               |
| 1957   | Budapest Vörös Meteor (4) |
| 1958   | Ujpest Dózsa Budapest (2) |
| 1959   | Budapest Spartacus SC     |
| 1960   | Budapest Spartacus SC     |
| 1961   | Budapest Spartacus SC     |
| 1962   | Budapest Spartacus SC     |
| 1963   | Budapest Honvéd           |
| 1964   | Budapest Honvéd           |
| 1965   | Budapest Honvéd           |
| 1966   | Budapest Honvéd           |
| 1967   | Budapest Honvéd           |
| 1968   | Budapest Honvéd           |
| 1969   | Elektromos SE             |
| 1970   | Elektromos SE             |
| 1971   | Elektromos SE             |
| 1972   | Budapest Honvéd           |
| 1973   | Budapest Spartacus SC (5) |
| 1974   | Tatabánya KC              |
| 1975   | Debreceni Dózsa (1)       |

| Saison  | Champion             |
| ------- | -------------------- |
| 1976    | Budapest Honvéd      |
| 1977    | Budapest Honvéd      |
| 1978    | Tatabánya KC         |
| 1979    | Tatabánya KC         |
| 1980    | Budapest Honvéd      |
| 1981    | Budapest Honvéd      |
| 1982    | Budapest Honvéd      |
| 1983    | Budapest Honvéd (14) |
| 1984    | Tatabánya KC (4)     |
| 1985    | Veszprém KSE         |
| 1986    | Veszprém KSE         |
| 1987    | Győri ETO FKC        |
| 1988/89 | Győri ETO FKC        |
| 1989/90 | Győri ETO FKC (3)    |
| 1990/91 | Elektromos SE (4)    |
| 1991/92 | Veszprém KSE         |
| 1992/93 | Veszprém KSE         |
| 1993/94 | Veszprém KSE         |
| 1994/95 | Veszprém KSE         |
| 1995/96 | Pick Szeged          |
| 1996/97 | Veszprém KSE         |
| 1997/98 | Veszprém KSE         |
| 1998/99 | Veszprém KSE         |
| 1999/00 | Dunaferr HK (1)      |
| 2000/01 | Veszprém KSE         |

| Saison       | Champion           |
| ------------ | ------------------ |
| 2001/02      | Veszprém KSE       |
| 2002/03      | Veszprém KSE       |
| 2003/04      | Veszprém KSE       |
| 2004/05      | Veszprém KSE       |
| 2005/06      | Veszprém KSE       |
| 2006/07      | Pick Szeged (2)    |
| 2007/08      | Veszprém KSE       |
| 2008/09      | Veszprém KSE       |
| 2009/10      | Veszprém KSE       |
| 2010/11      | Veszprém KSE       |
| 2011/12      | Veszprém KSE       |
| 2012/13      | Veszprém KSE       |
| 2013/14      | Veszprém KSE       |
| 2014/15      | Veszprém KSE       |
| 2015/16 (en) | Veszprém KSE       |
| 2016/17 (en) | Veszprém KSE       |
| 2017/18 (en) | SC Pick Szeged     |
| 2018/19 (en) | Veszprém KSE       |
| 2019/20      | Non terminé        |
| 2020/21      | SC Pick Szeged     |
| 2021/22 (en) | SC Pick Szeged (5) |
| 2022/23 (en) | Veszprém KSE (27)  |
| 2023/24 (hu) | Veszprém KSE (28)  |

## Bilan
| Rang  | Club                   | Titres | Années victorieuses |
| ----- | ---------------------- | ------ | --- |
| 1     | Veszprém KSE           | 28     | 1985, 1986, 1992, 1993, 1994, 1995, 1997, 1998, 1999, 2001, 2002, 2003, 2004, 2005, 2006, 2008, 2009, 2010, 2011, 2012, 2013, 2014, 2015, 2016, 2017, 2019, 2023, 2024 |
| 2     | Budapest Honvéd        | 14     | 1952, 1963, 1964, 1965, 1966, 1967, 1968, 1972, 1976, 1977, 1980, 1981, 1982, 1983                                                                                     |
| 3     | Budapest Spartacus SC  | 5      | 1959, 1960, 1961, 1962, 1973 |
| 3     | SC Pick Szeged         | 5      | 1996, 2007, 2018, 2021, 2022 |
| 4     | Budapest Vörös Meteor  | 4      | 1951, 1954, 1955, 1957 |
| 4     | Elektromos SE Budapest | 4      | 1969, 1970, 1971, 1991 |
| 4     | Tatabánya KC           | 4      | 1974, 1978, 1979, 1984 |
| 8     | Győri ETO FKC          | 3      | 1987, 1989, 1990 |
| 9     | Ujpest Dózsa Budapest  | 2      | 1953, 1958 |
| 10    | Dunaferr HK            | 1      | 2000 |
| 10    | Debreceni KSE          | 1      | 1975 |
| -     | Non terminé            | 2      | 1956, 2020 |
| Total | Total                  | 73     | 1951-2024 |

- En gras, les équipes participantes au championnat de Hongrie 2022-2023.

## Meilleures joueurs hongrois de l'année
Les meilleurs handballeurs de l'année en Hongrie sont désignés chaque saison depuis 1964 :
| Nb | Joueur         | Années                       |
| -- | -------------- | ---------------------------- |
| 5  | Péter Kovács   | 1977, 1980, 1981, 1982, 1983 |
| 4  | Carlos Pérez   | 2003, 2004, 2005, 2011       |
| 4  | László Nagy    | 2009, 2014, 2015, 2016       |
| 3  | Lajos Simó     | 1968, 1970, 1973             |
| 3  | József Éles    | 1992, 1993, 1997             |
| 3  | István Pásztor | 1996, 1999, 2001             |
| 3  | Bence Bánhidi  | 2019, 2020, 2021             |

Les dix derniers lauréats sont :
| Année | Joueur                | Club                        |
| ----- | --------------------- | --------------------------- |
| 2013  | László Nagy (2)       | Veszprém KSE                |
| 2014  | Roland Mikler         | Pick Szeged / Veszprém KSE  |
| 2015  | László Nagy (3)       | Veszprém KSE                |
| 2016  | László Nagy (4)       | Veszprém KSE                |
| 2017  | Máté Lékai            | Veszprém KSE                |
| 2018  | Richárd Bodó (en)     | SC Pick Szeged              |
| 2019  | Bence Bánhidi         | SC Pick Szeged              |
| 2020  | Bence Bánhidi (2)     | SC Pick Szeged              |
| 2021  | Bence Bánhidi (3)     | SC Pick Szeged              |
| 2022  | Miklós Rosta (en)     | SC Pick Szeged              |
| 2023  | Miklós Rosta (en) (2) | Szeged puis Dinamo Bucarest |